# Amolops mahabharatensis
Amolops mahabharatensis — вид жаб родини жаб'ячих (Ranidae). Описаний у 2020 році.

## Поширення
Ендемік Непалу. Мешкає на схилах Нижнього Гімалайського хребта.

## Назва
Видова назва mahabharatensis посилається на типове місцезнаходження: Махабхарата — інша назва Нижнього Гімалайського хребта.

## Опис
Новий вид є членом групи A. marmoratus і відрізняється від своїх родичів наявністю численних бородавок на спині та боках, спини тіла сірувато-оливково-коричневого/світло-коричневого кольору, наявності ряду зубів сошника, наявності пари субгулярних голосових мішків у самця та пуголовка з III:5+5/1 +1:II — губний зубний ряд.